# Año Internacional del Niño
1979 fue designado como Año Internacional del Niño por la Asamblea General de las Naciones Unidas, con el objetivo de destacar los derechos, las necesidades y el bienestar de la infancia en el mundo. Esta proclamación, realizada el 21 de diciembre de 1976, coincidió con el vigésimo aniversario de la Declaración de los Derechos del Niño de 1959, que estableció principios fundamentales para la protección y desarrollo de los niños. La designación se fundamentó en la urgente necesidad de atender los desafíos que enfrentan millones de menores, especialmente en países en desarrollo, donde el acceso a servicios básicos como la salud, la nutrición y la educación seguía siendo inadecuado para amplios sectores de la población.
La Asamblea General subrayó que los programas destinados a la infancia no solo benefician directamente a los niños, sino que son esenciales para fomentar el progreso social y económico en su conjunto. De este modo, se buscó que el año sirviera como un marco para que los gobiernos revisaran sus políticas y programas de bienestar infantil, movilizando tanto a las autoridades como a la opinión pública para apoyar iniciativas locales y nacionales según las prioridades y condiciones específicas de cada país.

## Actividades y Alcance

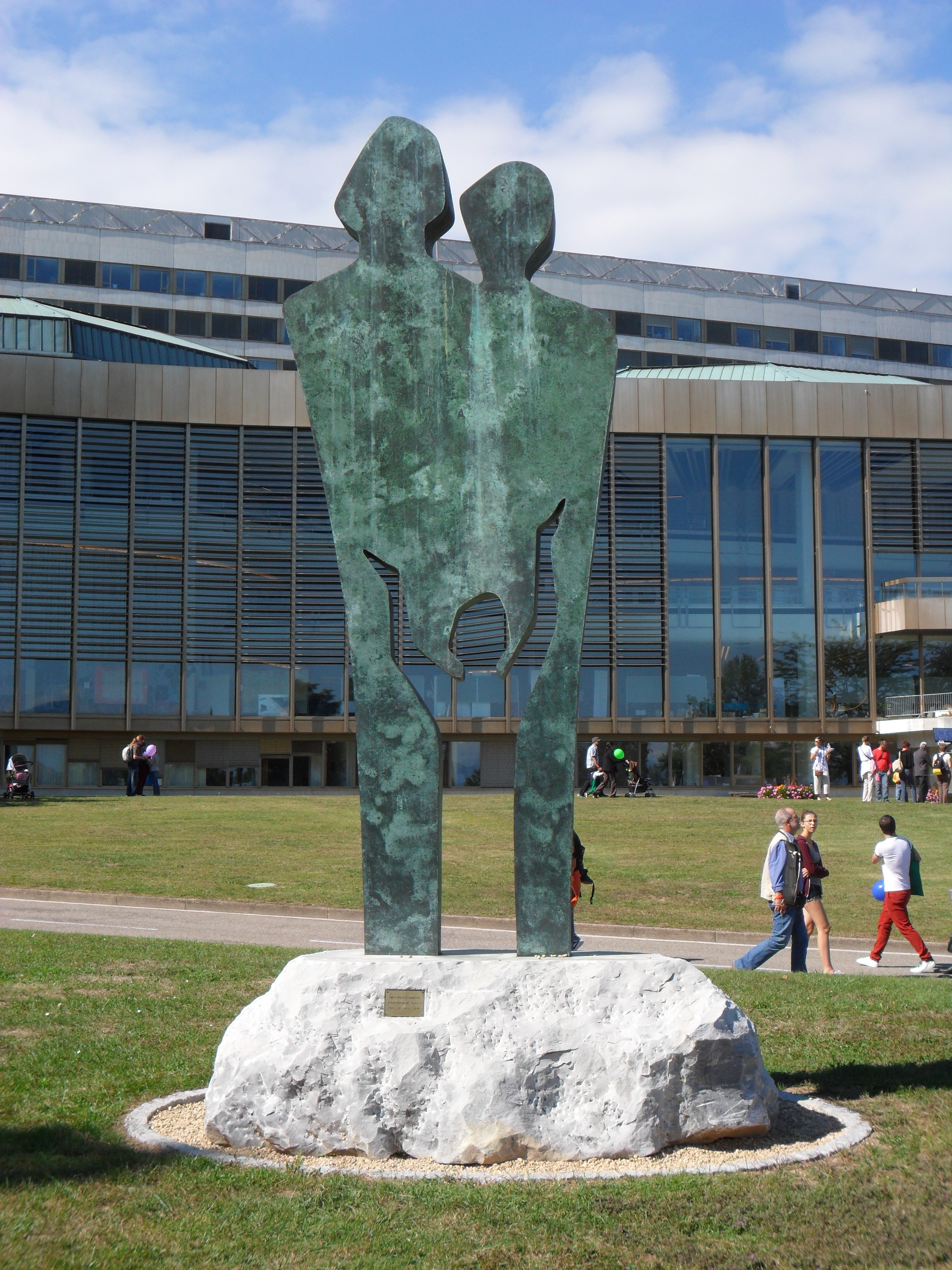
Estatua de Edwina Sandys para el Año Internacional del Niño, en el Palacio de las Naciones en Ginebra, Suiza

Este año tuvo como objetivos principales incrementar la conciencia global sobre las necesidades específicas de los niños, promover acciones concretas para mejorar su calidad de vida y dejarlos integrados en los planes de desarrollo económico y social. Las actividades realizadas se enfocaron especialmente en los niños más vulnerables, incluidos aquellos afectados por la pobreza extrema, los conflictos armados y la desnutrición.
El Fondo de las Naciones Unidas para la Infancia (UNICEF) asumió la coordinación de las actividades conmemorativas, colaborando con gobiernos, organizaciones no gubernamentales y comunidades locales. Entre las iniciativas se incluyó la promoción de servicios básicos como el acceso al agua potable, programas de salud y nutrición, y proyectos educativos dirigidos a las comunidades más necesitadas. Para financiar estas actividades, se estableció una meta anual de 200 millones de dólares en contribuciones voluntarias provenientes de gobiernos y donantes privados.
El Año Internacional del Niño no se limitó a la celebración simbólica, sino que representó un esfuerzo coordinado para visibilizar las realidades de la infancia global, estimular la cooperación internacional y destacar la importancia de invertir en los niños como fundamento para el desarrollo sostenible y la justicia social.